# Solarizzazione (agricoltura)
La solarizzazione, in agricoltura, è una tecnica di geodisinfestazione sostenibile, di basso impatto economico ed ambientale in colture con una bassa impronta geografica (< 1 ha), facilmente applicabile durante la stagione estiva. 
Sul terreno liberato da tutti i residui della coltura precedente, lavorato e irrigato, si stende un film di plastica facendolo aderire bene e interrandone i bordi. Si lascia per almeno 30-40 giorni sottoposto all'azione dei raggi del sole. Le alte temperature sviluppate nei primi strati del terreno hanno un'azione di sterilizzazione o di pastorizzazione, abbattendo entro certi limiti la carica microbica fitopatogena. 
Al termine di questo periodo si può praticare la coltivazione eseguendo solo lavori superficiali.